# Бронаф (Мисури)
Бронаф (енгл. Bronaugh) град је у америчкој савезној држави Мисури.

## Демографија
По попису из 2010. године број становника је 249, што је 4 (1,6%) становника више него 2000. године.
| Група             | 2000.       | 2010.       |
| Белци             | 240 (98,0%) | 235 (94,4%) |
| Афроамериканци    | 0 (0,0%)    | 1 (0,4%)    |
| Азијати           | 0 (0,0%)    | 1 (0,4%)    |
| Хиспаноамериканци | 0 (0,0%)    | 4 (1,6%)    |
| Укупно            | 245         | 249         |